# H.E.A.T
H.E.A.T（ヒート）は、スウェーデン出身のハードロック・バンド。
1980年代に盛んだった「スタジアム・ロック」「AOR」的スタイルを主体とした、メロディックロックを展開している。

## 概要
2007年、ケニー・レクレモ(Vo)が双方に在籍していたバンド「Trading Fate」「Dream」の合体により発足。1980年代～1990年代初期にかけての古き良きメロディアスハードロックを、現代に蘇らせたかの様な音楽性が特徴であった。メンバーのルックスは、ヘアーメタル等からの影響も濃かった。
2008年に、セルフタイトルの1stアルバム『H.e.a.t』でデビュー。当時はいずれのメンバーも20代前半であった。この時代の若年層によるメロディアスハードロック・バンドは珍しかったため、多くの注目を集めることになった。日本では、彼等を絶賛した「エドガイ」のトビアス・サメットの仲介により、アヴァロン・レーベルとの契約に漕ぎ着いた。2009年には、「メロディーフェスティバーレン」や「LOUD PARK」に出場した。
2010年6月、ケニー・レクレモが脱退。約2ヵ月後の8月21日にオーディション番組『idol』(『アメリカン・アイドル』のスウェーデン版)出身のエリク・グローンウォールが新ボーカリストとして加入する。
2012年4月、新体制で初のアルバムとなる3rd『Address the Nation』を発表。翌2013年、デイヴ・ダロンが脱退。
2014年、4thアルバム『Tearing Down the Walls』を発表。翌2015年、来日公演を開催。
2016年、エリック・リヴァースが脱退し、入れ替わりに創設メンバー デイヴ・ダロンが復帰。翌2017年、5thアルバム『Into the Great Unknown』を発表。
2020年2月、6thアルバム「H.E.A.T II」を発表。
2020年10月、エリック・グロンウォール（ボーカル）が脱退し、オリジナルメンバーであるケニー・レクレモがバンドに復帰。

## メンバー

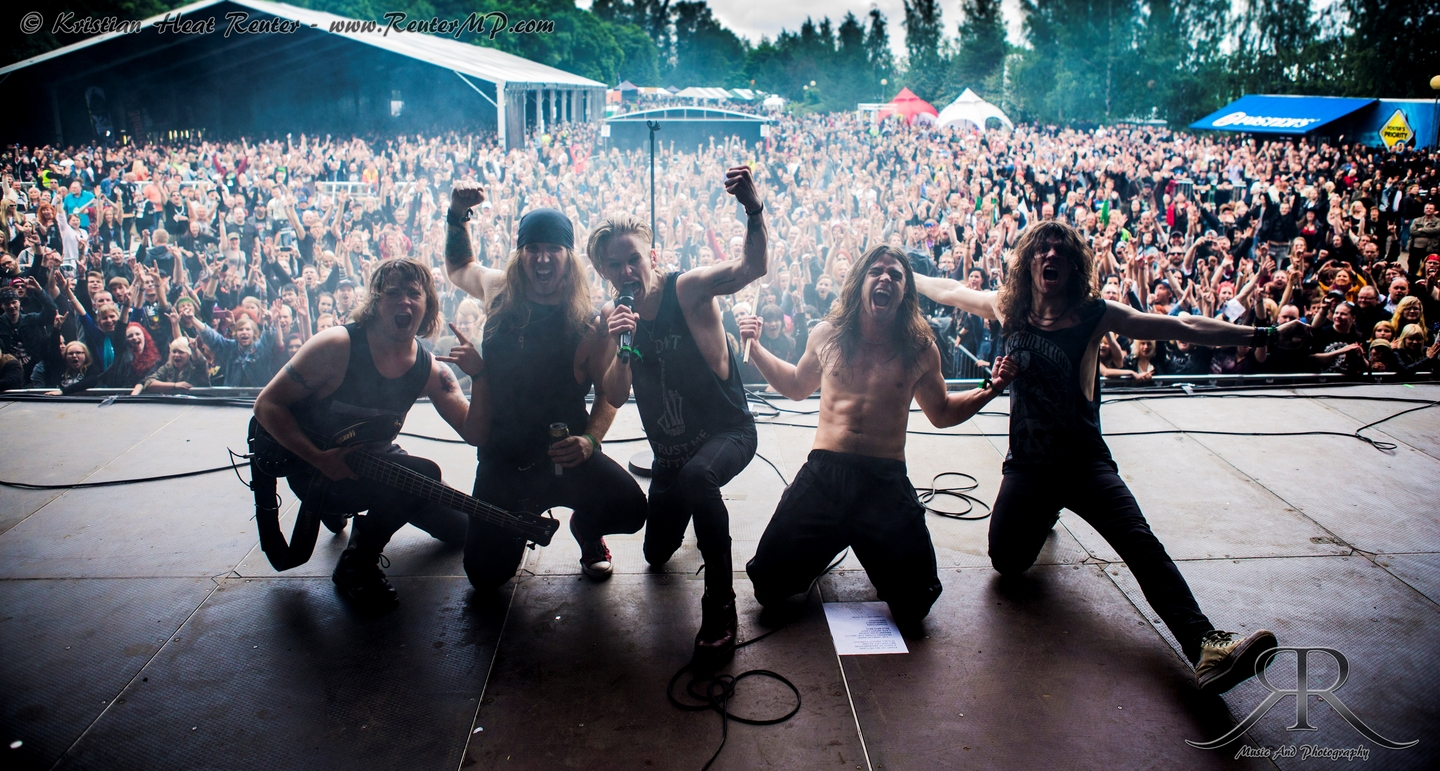
2014年のグループショット

### 現ラインナップ
- ケニー・レクレモ（Kenny Leckremo） - ヴォーカル (2007-2010, 2020- )
- デイヴ・ダロン (Dave Dalone / David Axelsson) - ギター (2007-2013, 2016– )
- ジミー・ジェイ (Jimmy Jay / Jimmy Johansson) - ベース (2007– )
- ヨナ・ティー (Jona Tee / Jonas Thegel) - キーボード (2007– )
- クラッシュ (Crash / Lars Jarkell) - ドラムス (2007– )

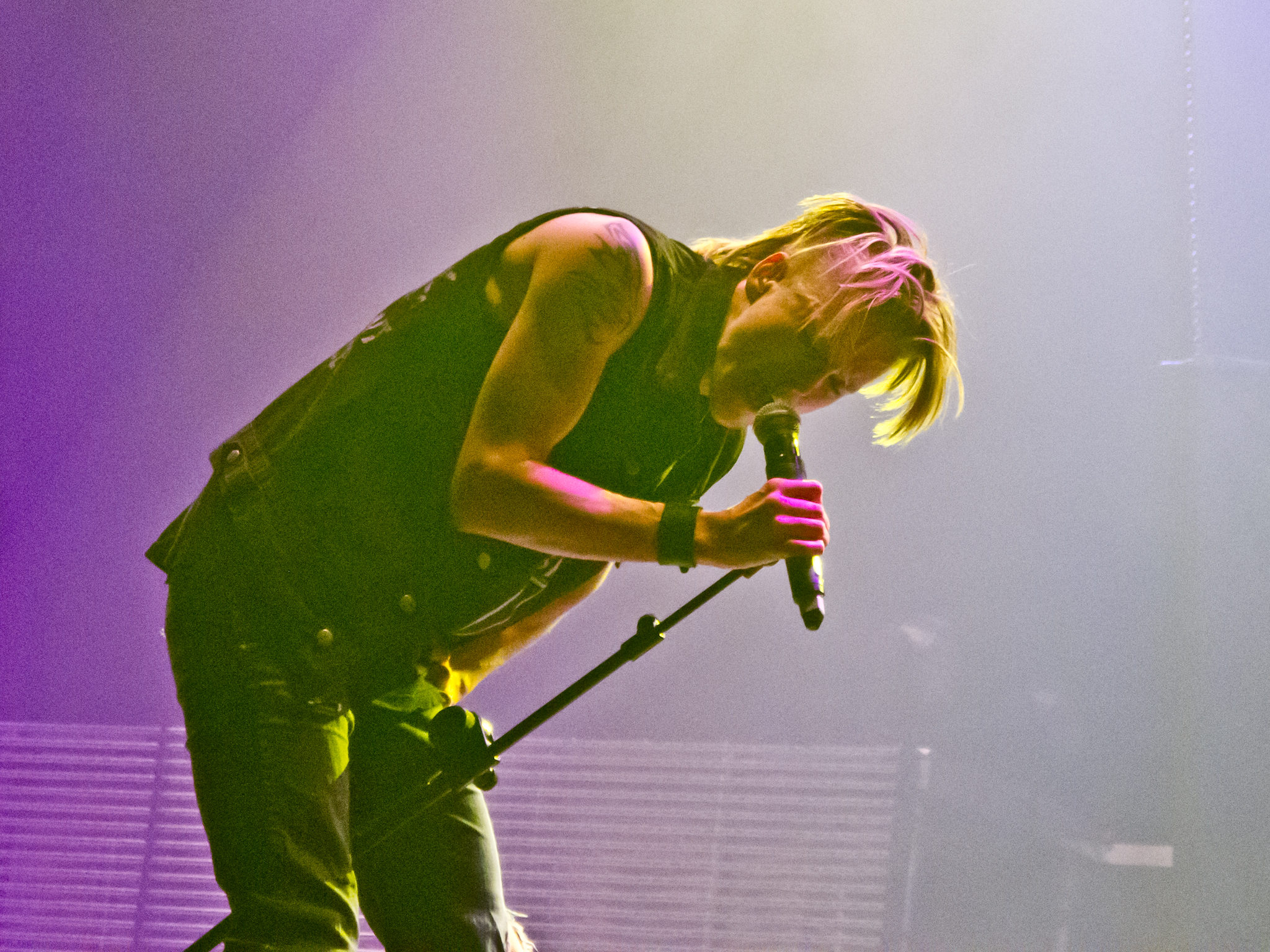
エリック・グロンウォール(Vo) 2014年
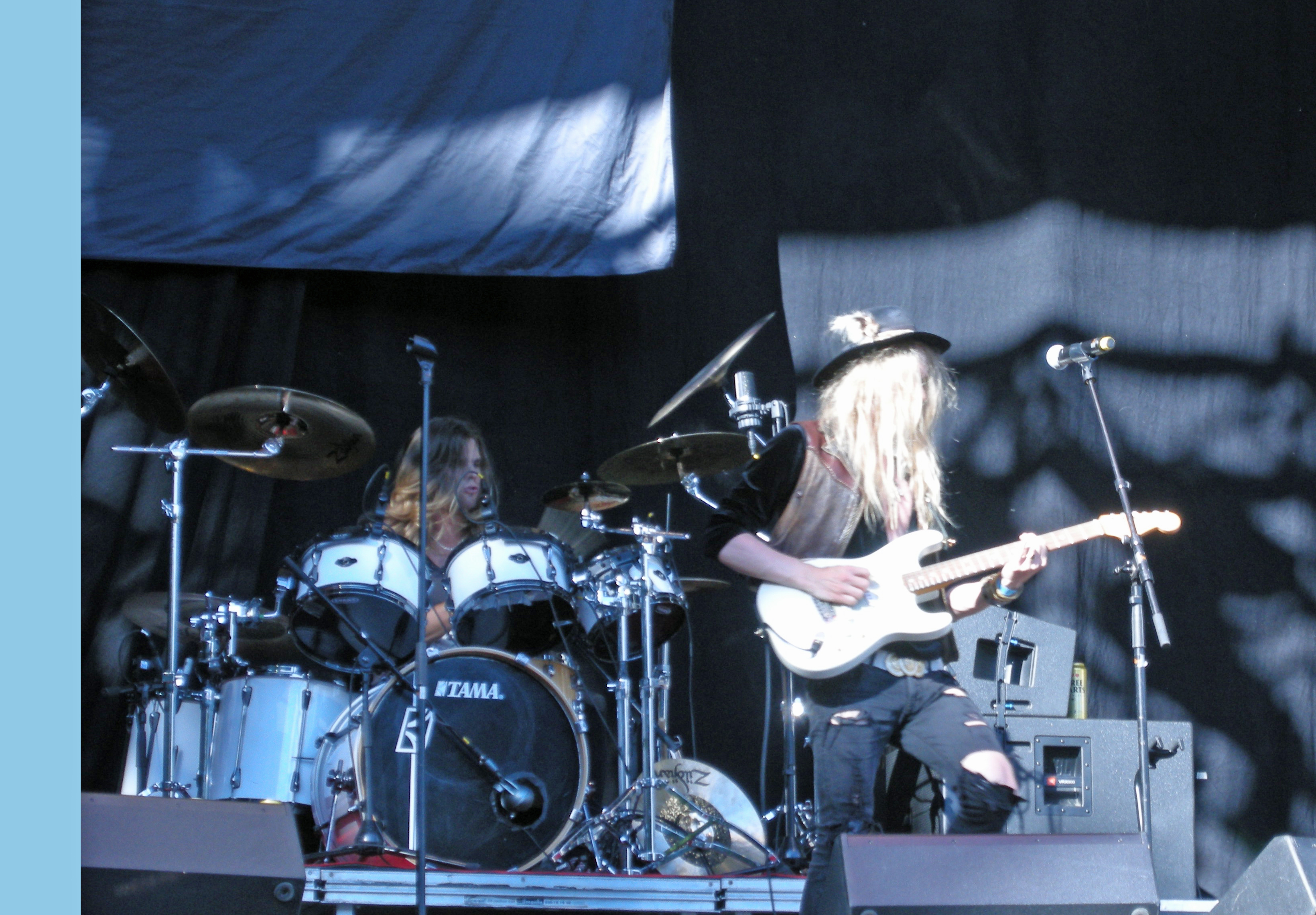
クラッシュ(Ds)&デイヴ・ダローン(G) 2012年
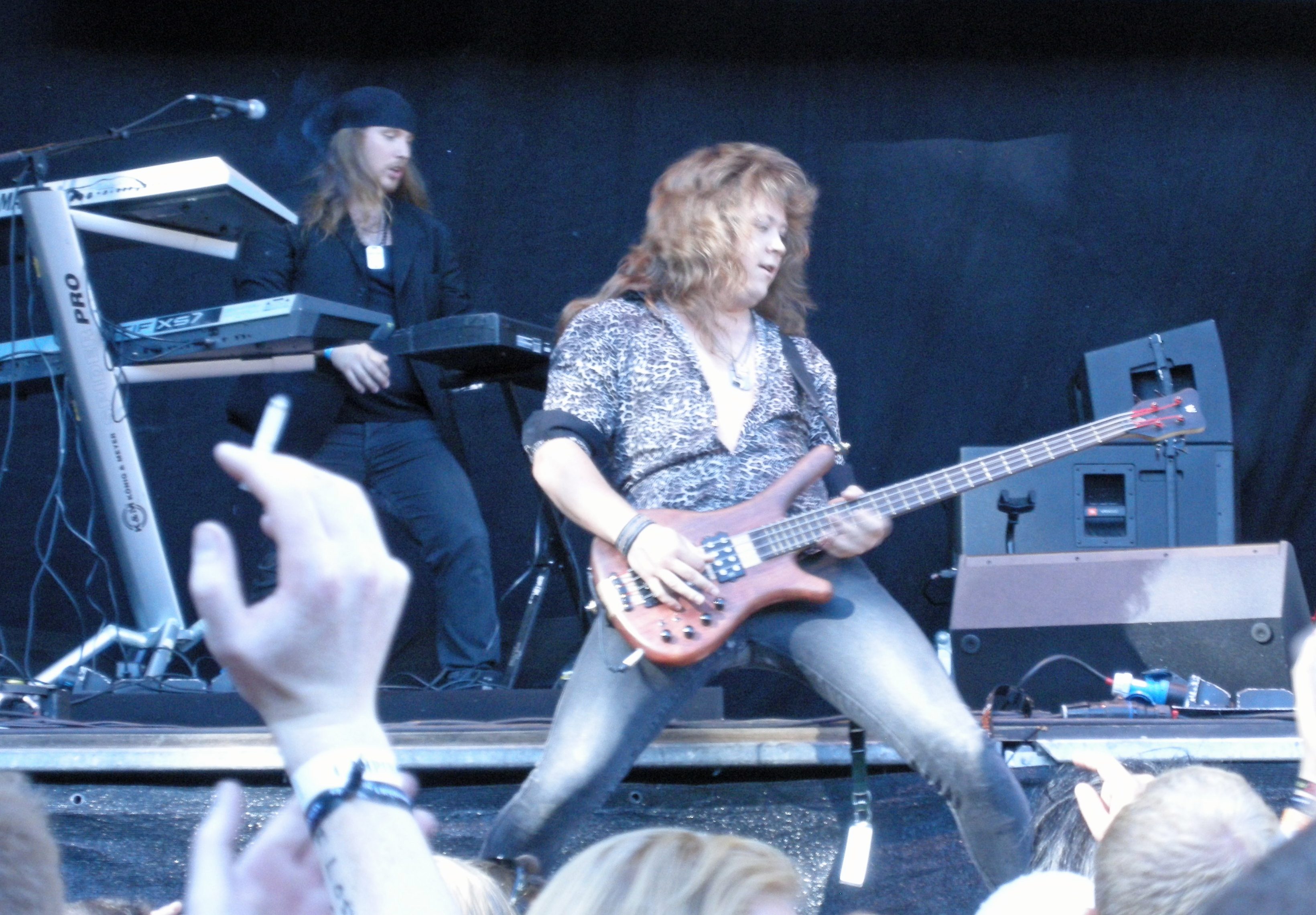
ヨナ・ティー(Key)&ジミー・ジェイ(B) 2012年

### 旧メンバー
- エリック・リヴァース（Eric Rivers） - ギター (2007–2016)
- エリク・グロンウォール (Eric Grönwall) - ヴォーカル (2010–2020)

## ディスコグラフィ

### オリジナルアルバム
- 2008年 ヒート - H.e.a.t
- 2010年 フリーダム・ロック - Freedom Rock
- 2012年 アドレス・ザ・ネイション - Address the Nation
- 2014年 テアリング・ダウン・ザ・ウォールズ - Tearing Down the Walls
- 2017年 イントゥ・ザ・グレイト・アンノウン - Into the Great Unknown
- 2020年 ヒートII - H.E.A.T II
- 2022年 フォース・マジュール - Force Majeure

### シングル
- 2009年 1000 miles
- 2009年 Keep On Dreaming
- 2010年 Beg, Beg, Beg
- 2012年 Living on the Run

### EP
- 2010年 Beg, Beg, Beg
- 2014年 A Shot At Redemption

### 映像作品
- 2019年 Live at Sweden Rock Festival - ライヴ・アット・スウェーデン・ロック・フェスティヴァル